# A holdhorgász
A holdhorgász 1964-ben bemutatott magyar rajzfilm, amely Sziráky Judit meséje alapján készült. Az animációs játékfilm rendezője Csermák Tibor, zenéjét Ránki György szerezte. A mozifilm a Pannónia Filmstúdió gyártásában készült. Csermák Tibor munkásságának jelentős részét alkotják a gyermeki lelkivilágot megjelenítő rajzfilmei; ez a film szervesen illeszkedik ebbe a sorozatba. A kritika kiemeli, hogy a filmben alkalmazott ötletek nagyon hasonlítanak A piros pöttyös labda című rajzfilm elemeire.

## Rövid történet
A gonosz holdhorgász a hold szélén ülve a földön repülő dolgokat fog el: léggömböt, kalapot, és ezeket bezárja a gyűjteményébe, az összekötözött szárnyú sárkány és madár mellé. Egyszer csak kifogja a főhőst, egy hintázó kisfiút. A kisfiú legyőzi a holdhorgászt, kiszabadítja a rabságba vetett lényeket és mindenki visszatér a földre.

## Alkotók
- Rendezte: Csermák Tibor
- Írta: Sziráky Judit
- Zenéjét szerezte: Ránki György
- Operatőr: Harsági István, Henrik Irén[4]
- Hangmérnök: Bélai István
- Vágó: Czipauer János
- Rajzolók: Bodri Ferenc, Kiss Ilona, Szabó Sipos Tamás, Szombati-Szabó Csaba[4]
- Színes technika: Dobrányi Géza, Kun Irén
- Gyártásvezető: Bártfai Miklós

Készítette a Pannónia Filmstúdió.